# نيل بلامر
نيل بلامر (6 يوليو 1955 في أستراليا - ) (بالإنجليزية: Neil Plummer)‏ هو لاعب كريكت أسترالي. لعب مع فريق جنوب أستراليا للكريكت ‏.

## وصلات خارجية
- نيل بلامر على موقع إي آس بي آن كريك إنفو (الإنجليزية)